# Haplochromis rubripinnis
Haplochromis rubripinnis är en fiskart som först beskrevs av Seehausen, Lippitsch och Bouton, 1998.  Haplochromis rubripinnis ingår i släktet Haplochromis och familjen Cichlidae. IUCN kategoriserar arten globalt som livskraftig. Inga underarter finns listade i Catalogue of Life.